# Blizzard de 1967 à Chicago
Pour le blizzard de 1979, voir blizzard de 1979 à Chicago.
Le blizzard de 1967 à Chicago a été une tempête de neige majeure qui toucha d'abord durement la région de Chicago, le nord de l'Illinois, le nord-ouest de l'Indiana et le Michigan aux États-Unis, puis le sud de l'Ontario et du Québec au Canada. Le 26 janvier 1967, 58 cm de neige sont tombés sur Chicago et sa banlieue, avant que la tempête ne se calme le lendemain au petit matin. Cette tempête de neige est à ce jour la plus importante dans l'histoire de Chicago. Elle a également donné des quantités importantes de neige tout au long de sa trajectoire vers le Québec.

## Évolution météorologique

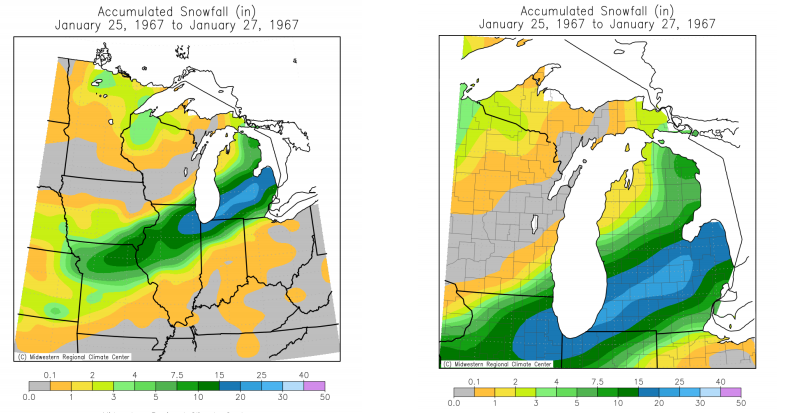
Trace des accumulation de neige aux États-Unis.

Mardi 24 janvier, la température maximale était de 18 °C mais commença à chuter le lendemain avec le passage d'un front froid marqué,. En effet, le front amenait de l'air arctique venant d'un fort anticyclone de 1 032 hPa sur le sud des Prairies canadiennes.
D'autre part, un creux barométrique en altitude venant des Rocheuses, provoqua la formation d'une dépression à la surface près du Texas Panhandle. À minuit le jeudi 26 janvier, la dépression se déplaça sur l'Oklahoma tout en se creusant. Au cours de la journée, le creux d'altitude et la dépression ont traversé la vallée du Mississippi atteignant le centre-sud de l'Indiana avant minuit le 27 janvier et se creusant à 997 hPa.
Des points de rosée de 10 °C ou plus dans le secteur chaud de la dépression apportaient une importante humidité depuis le golfe du Mexique tandis que l'anticyclone, alors rendu sur le lac Supérieur, gardait l'air froid et sec sur les Grands Lacs. Le fort gradient de pression entre ce dernier et la dépression causa des vents violents sur le lac Michigan, provoquant de la poudrerie généralisée alors que de fortes chutes de neige affectaient la région de Chicago.
Au cours de la journée du 27 janvier, la dépression s'est occluse. Sa pression centrale atteignait à 990 hPa en passant sur le lac Érié et le sud de l'Ontario, puis le sud du Québec, au Canada. La neige cessa en soirée à Chicago et les vents forts se sont déplacés vers le nord-nord-ouest, sortant de la région.

## Prévisions pour Chicago
La prévision du 25 janvier pour le 26, parlait d'abord de pluie ou de neige car la descente du front froid était prévue de s'arrêter dans la région de Chicago. À l'émission du soir, le National Weather Service commença à parler de neige mêlée de pluie verglaçante mais ce n'est que dans la nuit que la prévision fut modifiée pour mentionner des chutes de neige donnant une accumulation de 10 cm. Un avertissement de neige abondante fut donc émis. Le matin du 26 janvier, les quantités furent rehaussés de 20 cm.
À mesure que la journée avançait, les gens n'étaient pas pleinement conscients des quantités de neige s'abattant sur la région car les médias locaux et les prévisions sous-estimaient les chutes de neige.

## Impact

### Chicago

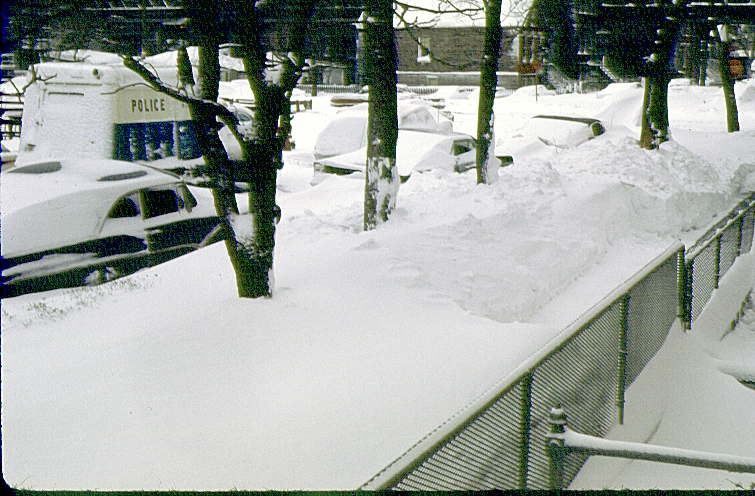
Une rue de Chicago au lendemain du passage du blizzard (vendredi 27 janvier 1967).

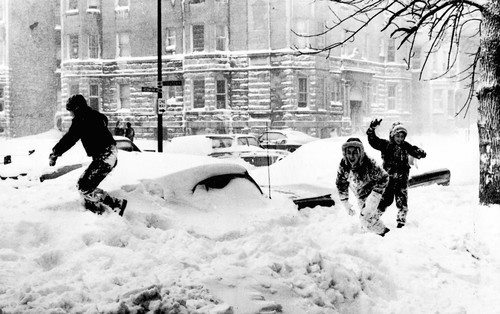
Enfants jouant dans la neige.

La neige est tombée en continu sur Chicago le jeudi 26 janvier de 5 h 20, jusqu'à 10 h 10 le vendredi matin. La tempête fait des ravages dans de nombreux quartiers de la ville et en banlieue où des milliers de personnes se sont retrouvées sans électricité. Environ 800 bus de la Chicago Transit Authority (CTA) et 50 000 véhicules sont abandonnés dans les rues de la ville de Chicago et sur les autoroutes de la région. Un certain nombre d'incidents dont des pillages eurent lieu : l'incident le plus tragique fut le décès d'une fillette de dix ans prise dans une fusillade entre la police et des pillards. Dans un autre incident, un homme est mort après avoir été renversé par un chasse-neige. Au total, vingt-six habitants de Chicago ont perdu la vie dans le blizzard, dont beaucoup d'attaques cardiaques chez les personnes âgées causées par le déblayage de la neige. Il y eut 60 décès liés à la tempête dans la région métropolitaine,.
Les aéroports de Midway et O'Hare ont été fermés. Plus de trois mètres de neige ont couvert les pistes de l'aéroport de Midway. Des milliers de voyageurs et travailleurs sont restés bloqués dans les terminaux de l'aéroport par la tempête. Le Chicago Department of Transportation (CDOT), service municipal de la ville de Chicago chargé de l'entretien de la voirie a mobilisé de nombreux chasse-neige pour déblayer les principaux axes, les rues et les routes enneigés. Le maire de Chicago, Richard J. Daley a demandé aux citoyens de les aider en déblayant les trottoirs devant chez eux. Le lendemain, la plupart des magasins du centre-ville de Chicago étaient fermés ainsi que la majorité des écoles de la région.
Alors que la région de Chicago commençait à se remettre de la chute de neige extrême, il a neigé plus de 10 centimètres le 1er février. Le dimanche 5, une autre tempête a déversé plus de 25 centimètres.

#### Déneigement
L'élimination de la neige collectée par les charrues a posé un défi en raison des immenses congères, de la quantité de neige tombée et du nombre de routes bloquées par les véhicules abandonnés. La ville de Chicago a eu recours au déversement de grandes quantités de cette neige dans la rivière Chicago, une pratique qui n'est plus utilisée car elle nuit à la qualité de l'eau de la rivière et qui est remplacée depuis par le dépôt dans des emplacements désignés,. La ville a également utilisé quelques camions ayant une benne chauffante réduisant considérablement son volume.
Une partie des surplus fut transportée par un train réfrigéré vers la Floride pour que les enfants de cet État du sud puissent voir à quoi ressemblait la neige. Une autre fut fondue dans les gares de triage des chemins de fer ou chargée dans des wagons en direction du sud en espérant qu'elle fonde en chemin.

### Michigan

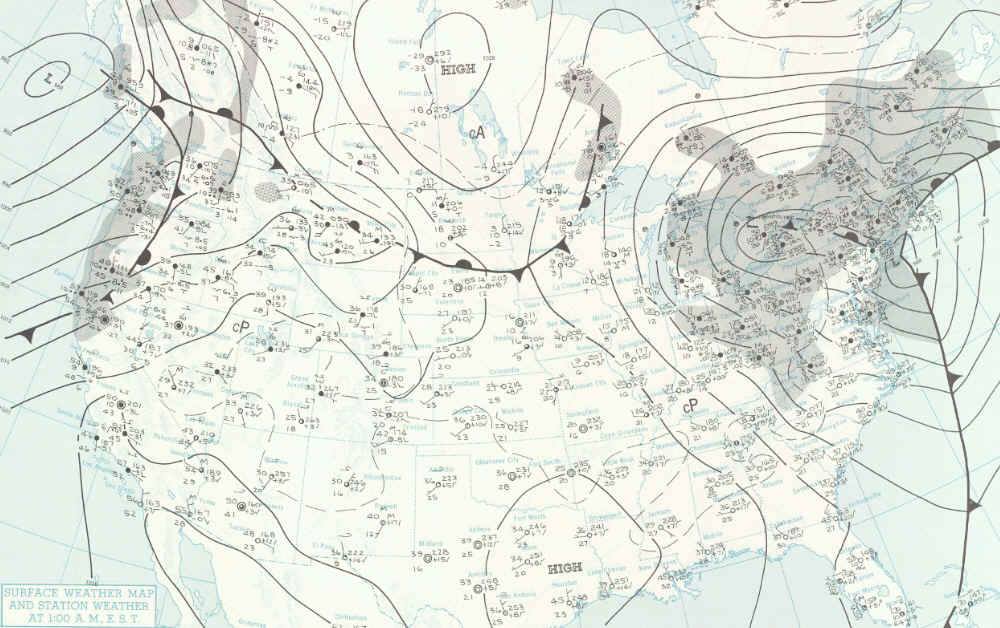
Carte météo le 28 janvier.

Ce blizzard fut également l'un des pires dans le sud du Michigan. Il est tombé par exemple 22,7 pouces (58 cm) à Flint, 30 pouces (76 cm) à Kalamazoo et 24 pouces (61 cm) à Lansing,. Il a cependant évité Détroit qui n'a pas connu la descente d'air très froid et a reçu seulement 3,5 pouces (9 cm) de neige avec 25 mm de pluie.
Les villes comme Kalamazoo furent ensevelies dans la neige et rien ne bougea durant 2 jours, incluant le ramassage du lait des fermes qui a dû être jeté. La Garde national du Michigan est venu en aide aux policiers car seuls leurs véhicules pouvaient se frayer un chemin sur les routes enneigées. Le nombre de morts au Michigan s'éleva à 22, la plupart de crises cardiaques en essayant de déneiger ou de pousser des autos prises dans la neige. Seulement deux morts furent reliés à des accidents.

### Canada
Le sud de l'Ontario et du Québec reçurent aussi des quantités importantes. Par exemple, il est tombé de 18 à 33 cm dans les régions de Montréal et Toronto du 26 au 28 janvier.

## Records

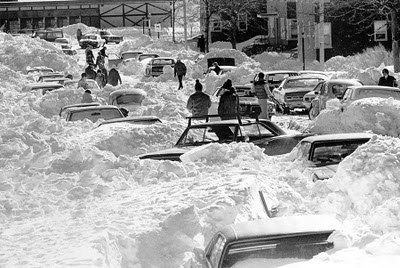
Automobiles prises dans la neige.

Cette tempête fut un événement brisant plusieurs records pour Chicago :
- La plus importante chute de neige pour une tempête, soit 23 pouces (58,4 cm) en 29 heures ;
- La plus importante chute de neige en un jour civil, soit 16,4 pouces (41,7 cm) le 26 janvier 1967 (dépassée le 2 janvier 1999 avec 18,6 pouces (47,2 cm)) ;
- La plus grande chute de neige sur une période de 24 heures, soit 19,8 pouces (50,3 cm) du 26 au 27 janvier 1967 (dépassée pa le blizzard du 1er au 2 février 2011 avec 20 pouces (50,8 cm)) ;
- La plus grande couverture de neige au sol, avec les neiges supplémentaires jusqu'au 6 février, à 27 pouces (68,6 cm) (dépassé le 14 janvier 1979 avec 29 pouces (73,7 cm)) ;
- Un total de 36,5 pouces (92,7 cm) de neige est tombé sur la ville pendant la période de 11 jours allant du 26 janvier au 5 février 1967, ce qui est proche de la moyenne pour toute une saison hivernale.